# Villa romaine de Calella
La villa romaine de  Calella (ou villa del Roser) est un site archéologique de la Rome antique situé dans la commune de Calella (comarque de Maresme), dans la province de Barcelone en Catalogne,.
La villa romaine, datant du Ier siècle, se trouve à côté de l'actuel Hospital Comarcal Sant Jaume de Calella (es). Celle-ci était destinée à la fabrication d'amphores à vin de la Tarraconaise, mais aussi de cruches et autres céramiques : certaines pièces sont déposées ou exposées au Museo Archivo Municipal de Calella Josep M. Codina i Bagué (es).

## Localisation
Ce site est situé entre le ruisseau Calella et la colline disparue de Mujal, où se trouvait la chapelle du Roser jusqu'au XIXe siècle, c'est pourquoi il est principalement connu sous ces deux noms : site de Mujal, site de Roser ou villa de Roser. Il occupe une zone importante de terrain qui se trouvait à l'époque romaine, où il y avait déjà une colonie ibérique depuis le  IVe siècle av. J.-C..

## Archéologie

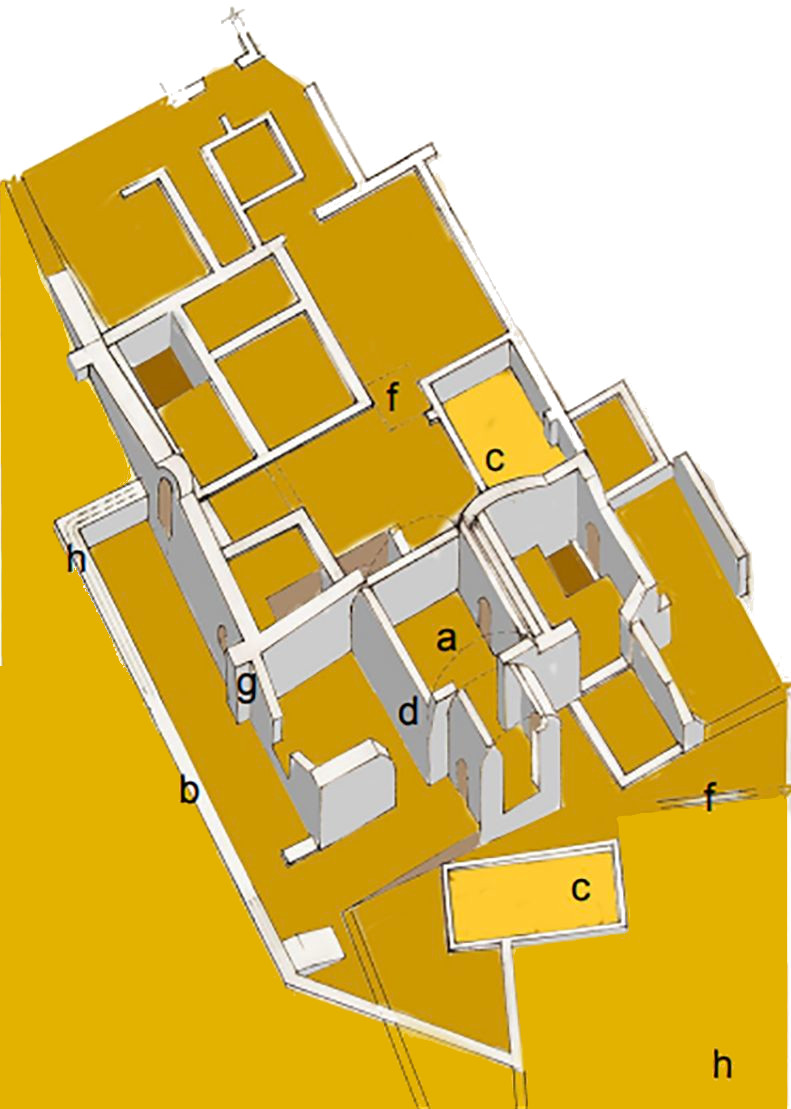
Axonométrie de la villa romaine : a. Bains - b. Aqueduc - c. Réservoirs d'eau - d. Début des tours et ouvertures de l'arc romain - e. Travaux de murs en pierres sèches au mortier - f. Constructions et drainage - g. Pilastres en pierre sculptée - h. Restes d'amphores et pièces en terre cuite.

Les premières données sur les vestiges archéologiques remontent à 1947, lorsque lors des travaux de modification du tracé de la route nationale N-2, des structures de l'époque romaine furent endommagées.
En 1957, des amphores produites localement apparaissent plus à l'ouest, dans une zone alors occupée par des habitations et des équipements touristiques connus sous le nom de Toyca, qui seront documentées quelques années plus tard par Ricardo Pascual Guasch.
En 2021, le projet de construction d’un supermarché Aldi au-dessus du site a fait l’objet d’une controverse, même si le site resterait protégé sous terre de la construction et sous gestion publique. Les ruines romaines du site de Roser sont désignées Bien d'intérêt culturel local en 2021.

## Galerie

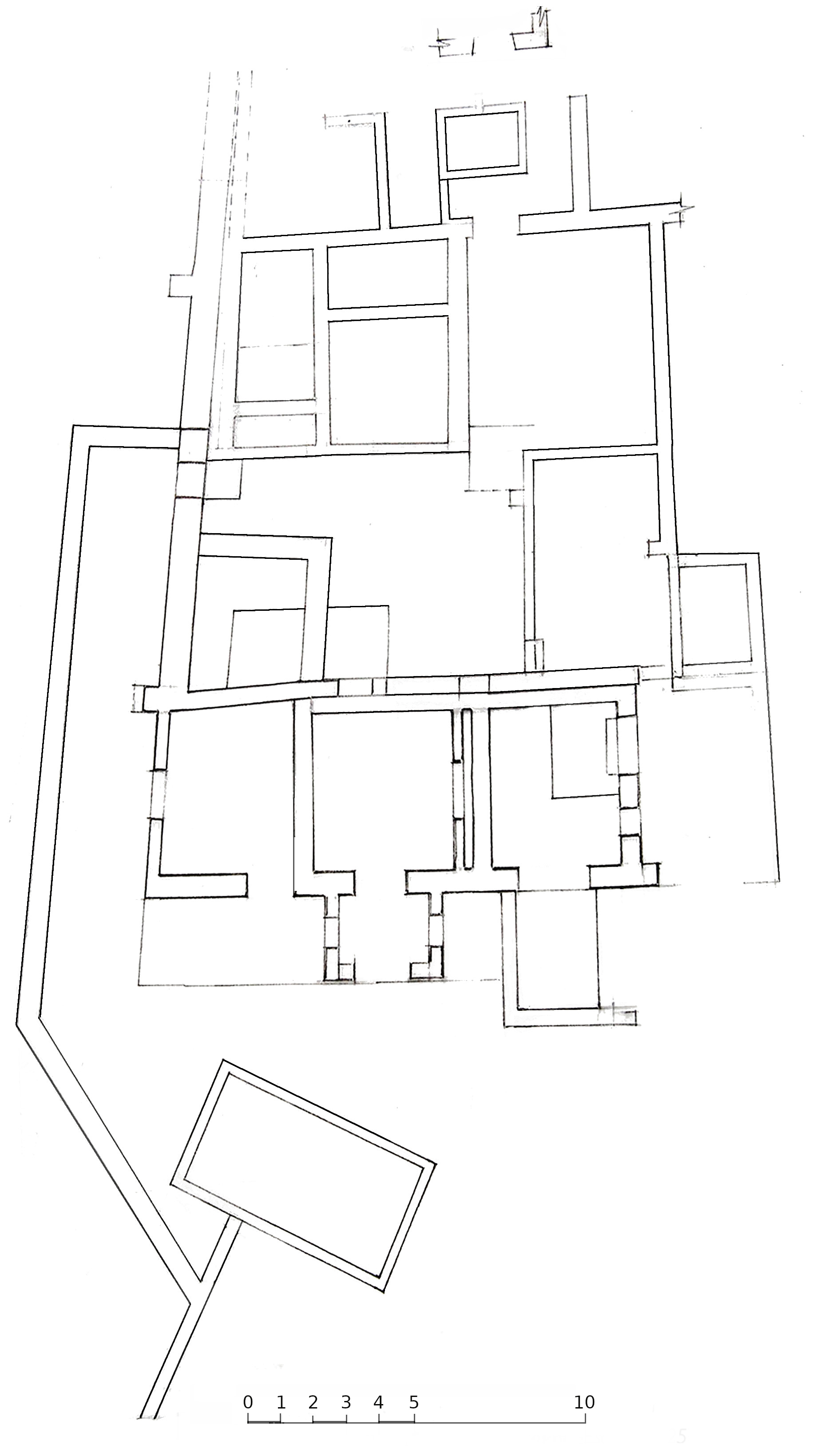
Plan du site.
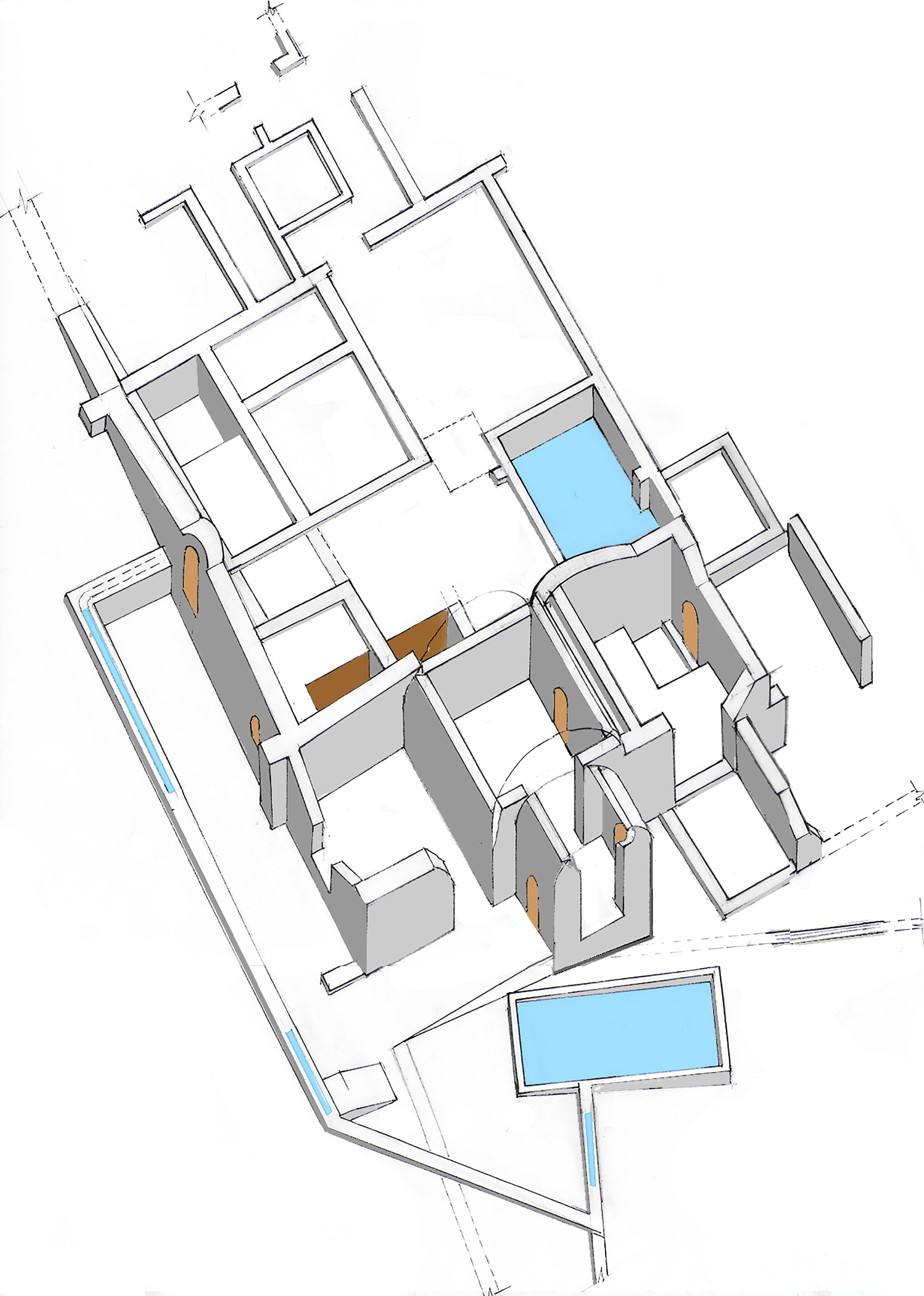
Axonometrie du site.
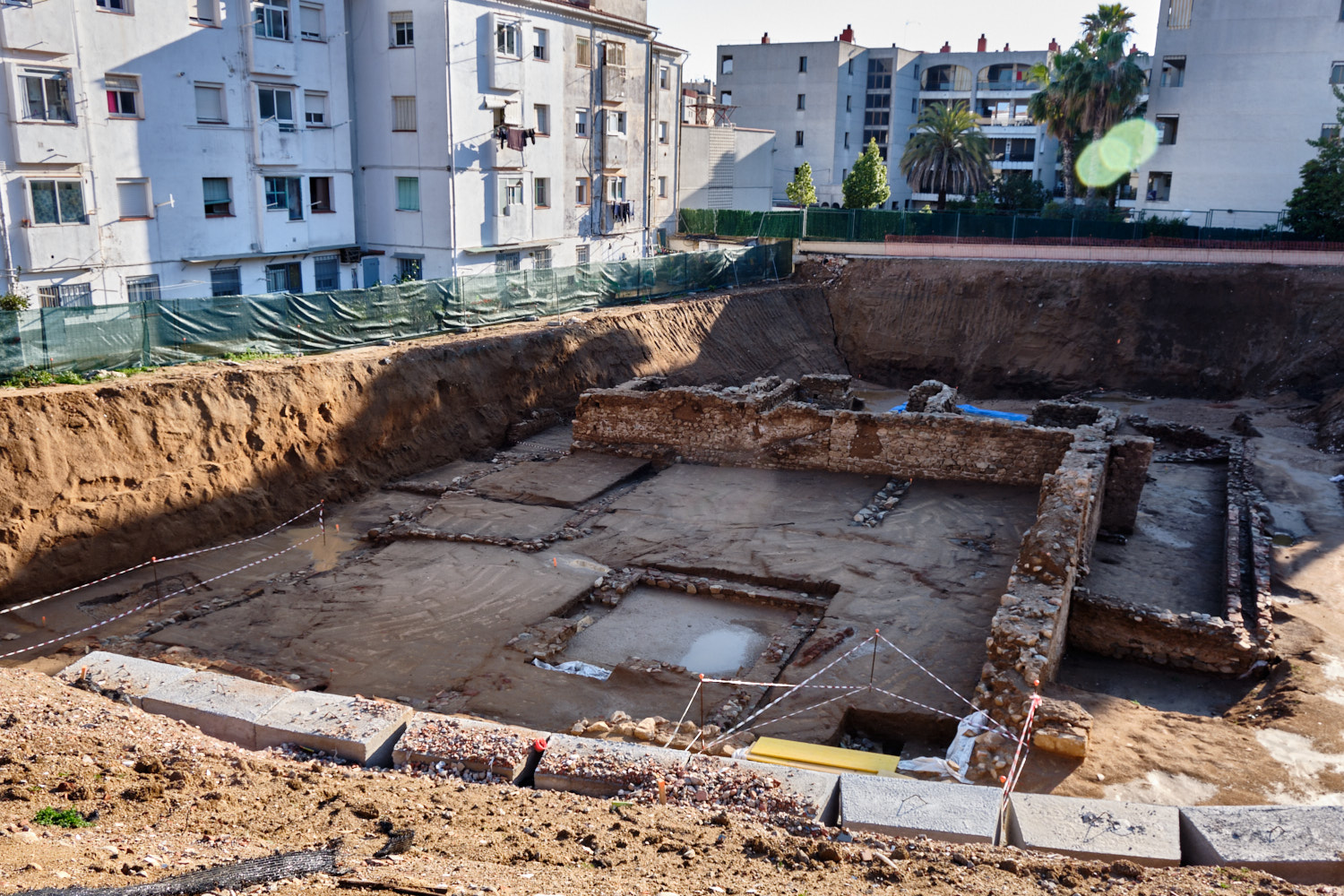
Vue des ruines (ouest).
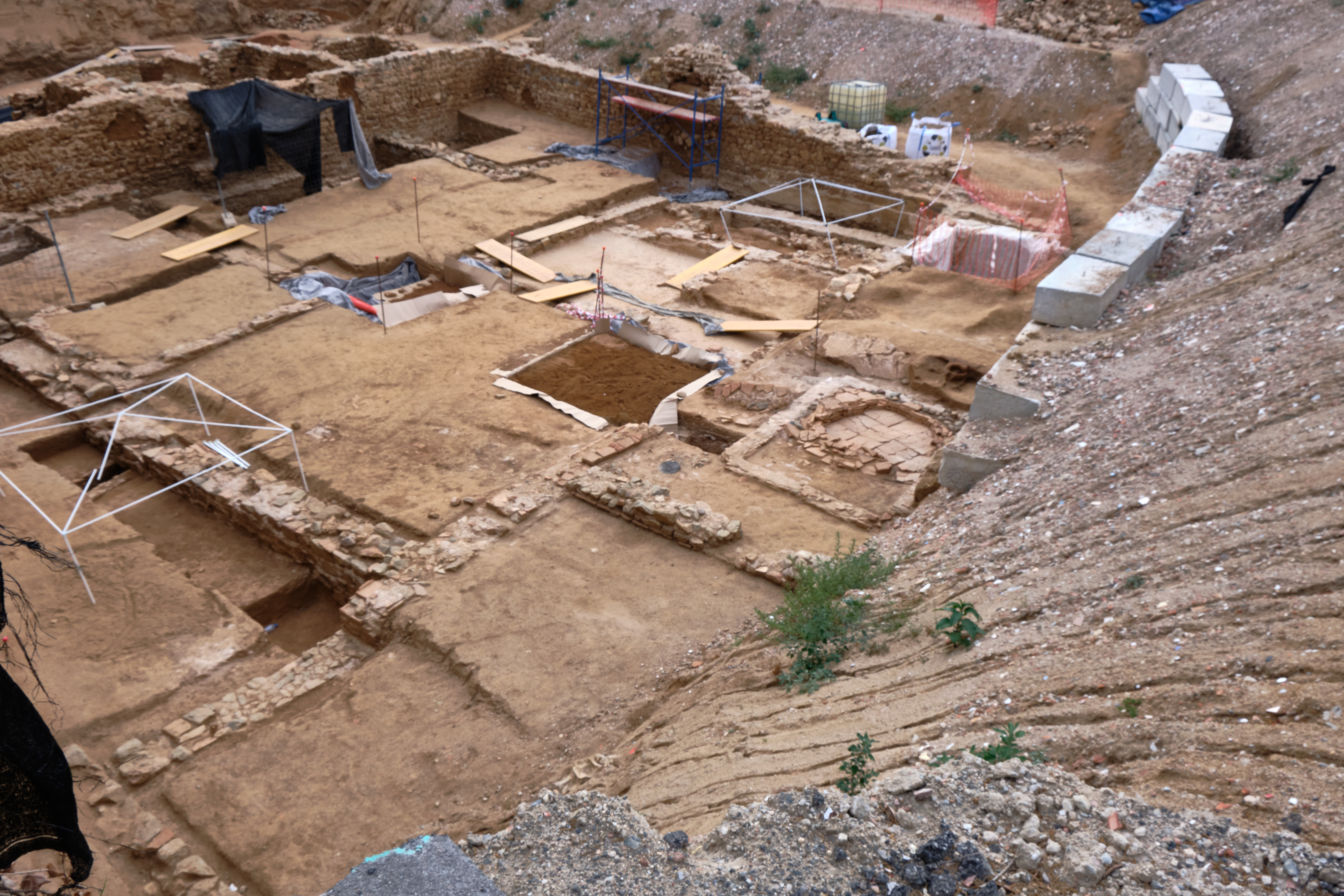
Vue des ruines (nord).
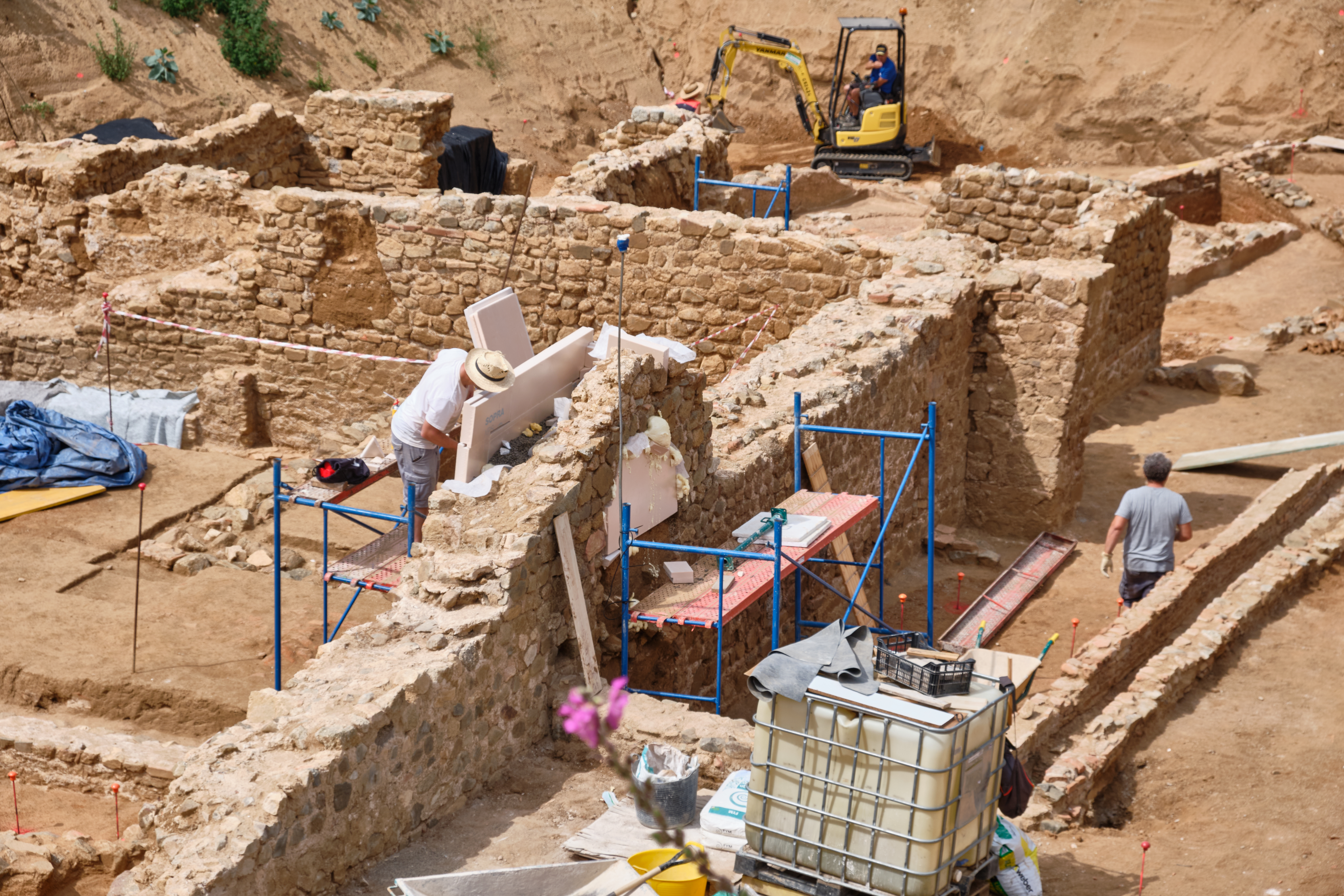
Protection des murs de la porte nord..
- Vidéo  des ruines.